# Marine Serre
Marine Serre (Brive-la-Gaillarde, 13 dicembre 1991) è una stilista francese che ha vinto il Premio LVMH 2017 per i giovani stilisti.

## Biografia
Serre è nata a Brive-la-Gaillarde vicino a Corrèze, in Francia. Ha studiato a Marsiglia e dopo due anni si è trasferita in Belgio, per frequentare la scuola superiore di arti visuali La Cambre, dove si è diplomata con il massimo dei voti nel 2016.

### Carriera
La sua sfilata finale del corso, intitolata "Radical Call For Love", nel 2016 ha suscitato l'interesse di negozi internazionali come The Broken Arm e Dover Street Market. Dopo essersi laureata a La Cambre, Marine Serre ha svolto degli stage lavorando con Sarah Burton da Alexander McQueen, Matthieu Blazy da Maison Margiela e Raf Simons da Dior. Ha lavorato a Parigi per un anno come stilista per Balenciaga mentre lavorava anche alla sua linea.
Serre ha fatto il suo debutto in passerella nel febbraio 2018 a Parigi. Le sue collezioni sono state accolte con successo dalla critica e dal pubblico e il suo marchio è presente a livello internazionale al Dover Street Market, Nordstrom, SSENSE e altri negozi.
Il suo lavoro si concentra su innovazione e sostenibilità, con un minimo del 50% della sua collezione composta da materiale riciclato secondo il concetto dell'upcycling, come vecchie tovaglie di pizzo e sciarpe di seta vintage. Nel 2019 è diventata la prima a collaborare con un'azienda di maschere per la filtrazione dell'aria per produrre maschere di marca per la purificazione dell'aria.